# Iraaks-Turkmeens Front
Het Iraaks-Turkmeens Front (Turks: Irak Türkmen Cephesi, Arabisch: الجبهة التركمانية العراقية, al-Jabha al-Turkmāniya al-Irāqiya) is een politieke beweging opgericht in 1995 die de Iraakse Turkmenen vertegenwoordigt.
De beweging heeft nauwe banden met Turkije en krijgt militaire en financiële steun van dat land. Het Iraaks-Turkmeens Front claimt het gebied Turkmeneli als thuisland van de Turkmenen, maar steunt de territoriale integriteit van Irak.

## Samenstelling
Het Iraaks-Turkmeens Front is een coalitie van politieke partijen, waaronder:
- Iraakse Nationale Turkmenen Partij;
- Türkmeneli Partij;
- Provinciale Turkmenen Partij;
- Turkmeense Onafhankelijkheidsbeweging;
- Iraaks-Turkmeense Rechtspartij;
- Turkmeens-Islamitische Beweging van Irak.

## Oorlogen
De beweging had een actieve rol in de strijd tegen Islamitische Staat. Het Iraaks-Turkmeens Front vocht mee aan de zijde van de Iraakse regering.